# Aurelio González (Fußballspieler, 1905)
Aurelio Ramón González Benítez (* 25. September 1905 in Luque; † 9. Juli 1997 ebenda) war ein paraguayischer Fußballspieler und -trainer. Der Stürmer nahm mit der paraguayischen Nationalmannschaft an der ersten Fußball-Weltmeisterschaft 1930 teil.

## Karriere

### Verein
Aurelio González, auch El Gran Capitán genannt, begann seine Karriere 1920 in seiner Heimatstadt bei Marte Atlético, das ein Jahr später mit weiteren Vereinen zu Sportivo Luqueño fusionierte. 1927 wechselte er zu Club Olimpia, wo er als Spieler insgesamt sieben Meisterschaften feierte und zu einem Idol wurde. Nach der Weltmeisterschaft 1930 hatte er Angebote von den argentinischen Klubs Racing Club und San Lorenzo, die er jedoch ablehnte, um beim Chacokrieg von 1932 bis 1935 mitzukämpfen. Er spielte noch bis 1940 für Olimpia und beendete dort seine Karriere.

### Nationalmannschaft
González nahm mit der paraguayischen Nationalmannschaft an mehreren Südamerikameisterschaften teil. Beim Campeonato Sudamericano 1929 wurde er mit fünf Treffern Torschützenkönig und verhalf seinem Team zum zweiten Platz hinter Argentinien. Ein Jahr später lief er bei der Fußball-Weltmeisterschaft 1930 in Uruguay auf, bei der er beide Spiele für Paraguay spielte, jedoch nach der Niederlage gegen die USA und dem Sieg über Belgien als Gruppenzweiter ausschied.

## Trainer
González war mehrmals Nationaltrainer von Paraguay. Erstmals stand er 1945 bei einem Miniturnier in Brasilien an der Seitenlinie und leitete das Nationalteam beim Campeonato Sudamericano 1946. Ein großer Erfolg war die Qualifikation für die Fußball-Weltmeisterschaft 1958, in der die Albirroja das lange Zeit dominierende Team aus Uruguay mit einem 5:0-Erfolg nach Hause schickte. Beim Endturnier schied Paraguay als Gruppendritter hinter Frankreich und Jugoslawien aus. Insgesamt coachte González die Nationalmannschaft bei 57 Partien.
Auf Vereinsebene trainierte er mindestens von 1956 bis 1960 Club Olimpia, mit dem er fünf Mal in Folge Meister wurde. In der Saison 1959 blieb das Team von González zudem ungeschlagen. Bei der Copa Libertadores 1960 kam er mit Olimpia ins Finale und unterlag dort dem uruguayischen Team Peñarol Montevideo knapp. Neben River Plate Asunción trainierte er auch Sportivo Luqueño, dem er 1968 zum Aufstieg verhalf.

## Erfolge
Olimpia
- Paraguayischer Meister: 1927, 1928, 1929, 1931, 1936, 1937, 1938

## Auszeichnungen
- Torschützenkönig der Südamerikameisterschaft: 1929